# Puente San Pablo
Puente San Pablo – miasto w Boliwii, w departamencie Beni, w prowincji Marban.